# María Antonia Martínez
María Antonia Martínez García, née le 18 mai 1953 à Molina de Segura, est une femme politique espagnole membre du Parti socialiste ouvrier espagnol (PSOE). Elle est présidente de la région de Murcie entre 1993 et 1995, étant la première femme à prendre la direction d'un gouvernement en Espagne.

## Biographie

### Une avocate de formation
Titulaire d'une licence en droit, elle commence sa carrière professionnelle en tant qu'avocate, spécialisée en droit du travail, auprès de l'Union générale du travail (UGT), syndicat proche des socialistes, à Molina de Segura, Lorquí et Ceutí.
Elle réussit ensuite les concours d'avocat de la députation provinciale de Murcie, avant de devenir avocate du département de la Santé du gouvernement murcien.

### Présidente par intérim de Murcie
Après avoir été nommée secrétaire générale du département de l'Économie et des Finances du conseil régional de la région de Murcie, qui a précédé le gouvernement régional autonome, elle est choisie, le 20 juin 1983, comme vice-présidente et conseillère aux Relations régionales par le président de la Région, Andrés Hernández Ros. 
À la suite de la démission de ce dernier, accusé de corruption et népotisme, en mars 1984, elle assure l'intérim de la présidence jusqu'à l'investiture de Carlos Collado.

### Ascension politique
Elle intègre cette même année le comité régional du Parti socialiste de la région de Murcie-PSOE (PSRM-PSOE), puis devient membre de la commission exécutive régionale en 1990. L'année d'après, elle entre au comité fédéral du parti, à Madrid, tout en étant élue à l'Assemblée régionale de Murcie, dont elle est ensuite désignée première vice-présidente.

### Présidente de la Région
Le 16 avril 1993, Collado, en conflit avec la direction du PSRM-PSOE et mis en cause par le tribunal régional des comptes, remet sa démission.
Issue du courant soutenant le vice-président du gouvernement espagnol de l'époque, Alfonso Guerra, elle est désignée une semaine plus tard pour lui succéder. Après avoir présenté un programme axé sur la solidarité sociale et l'emploi, María Antonia Martínez est investie par vingt-quatre voix contre seize et quatre abstentions. Elle est alors la première femme à diriger une communauté autonome en Espagne. 
Elle est élue, le 24 avril 1994, secrétaire générale de la fédération socialiste de Murcie avec 58,7 % des voix, sans le soutien du courant social-démocrate.
Lors des élections régionales de 1995, elle se présente comme chef de file des socialistes mais est largement battue par le Parti populaire (PP) de Ramón Luis Valcárcel. Elle n'obtient en effet que 31,7 % des voix, soit un recul de quatorze points, et 15 députés, soit neuf de moins qu'en 1991, tandis que le PP recueille 52,3 % des suffrages exprimés et 26 élus.

### Sénatrice
Le 12 juillet suivant, l'Assemblée régionale de Murcie l'élit au Sénat, en remplacement de Manuel Hurtado. Après les élections générales anticipées du 3 mars 1996, elle est désignée à la députation permanente de la chambre haute, puis devient, en 1997, porte-parole adjointe du groupe socialiste. Elle conserve ces fonctions après le scrutin de 2000, à la suite duquel elle démissionne de la direction du PSOE régional, mais les abandonne en 2004, avant de quitter le Sénat en 2007, à la suite de l'élection de Pedro Saura comme nouveau sénateur socialiste par les députés régionaux.

### Fin de carrière
Elle met alors un terme à son activité politique, et intègre les services juridiques de la région de Murcie. En mai 2008, elle est élue au conseil d'administration de la caisse d'épargne Cajamurcia par l'Assemblée régionale.

### Sources
- (es) Cet article est partiellement ou en totalité issu de l’article de Wikipédia en espagnol intitulé « María Antonia Martínez » (voir la liste des auteurs).